# Viatodos
Viatodos ist eine Ortschaft und ehemalige Gemeinde im Norden Portugals.

## Geschichte
Funde aus dem 8. Jahrhundert v. Chr. belegen eine Besiedlung mindestens seit der Bronzezeit. Bedeutend sind zudem die Funde von Äxten und Keramiken aus dem späten 2. bis frühem 1. Jahrhundert v. Chr. Einem portugiesischen Geschichtsbuch aus dem Jahr 1882 nach wurde der heutige Ort von einem römischen Gutsherrn namens Elio Faya oder Saya gegründet. Ausgangspunkt für diese Annahme ist eine Inschrift, die auf einem alten Stein zu finden ist, die damals als dritte Treppenstufe der Kapelle Santa Maria de Vêatodos aufgefunden wurde.
In den königlichen Erhebungen 1220 wird die Gemeinde als Sancta Maria de Beatodos geführt. Von Mitte des 14. Jahrhunderts bis 1836 gehörte Viatodos zum Kreis Fralães. Im Verlauf der Verwaltungsreformen nach der Liberalen Revolution 1822 und dem folgenden Miguelistenkrieg wurde der Kreis Fralães dann 1836 aufgelöst, seither gehören seine Gemeinden Viatodos und Monte de Fralães zu Barcelos.

## Verwaltung
Viatodos ist eine ehemalige (Freguesia) im Kreis (Concelho) von Barcelos, im Distrikt Braga. Am 30. Juni 2011 hatte die Gemeinde 1844 Einwohner auf einer Fläche von 4,2 km².
Im Zuge der Gebietsreform am 29. September 2013 wurde die Gemeinde Viatodos mit den Gemeinden Grimancelos, Minhotães und Monte de Fralães zur neuen Gemeinde União de Freguesias de Viatodos, Grimancelos, Minhotães e Monte de Fralães zusammengeschlossen. Hauptsitz ist Viatodos.

## Verkehr
Der nächste Bahnhof liegt im 2 km entfernten Nine. Dort halten Züge der Eisenbahnstrecken Linha do Minho und Ramal de Braga.
Die Nationalstraße N204 passiert Viatodos. Sie verbindet den Ort mit der 13 km nördlichen Kreisstadt Barcelos und ihrem Anschluss an die Autobahn A11. Richtung Süden führt die N204 zur 5 km entfernten Stadt Famalicão und ihren Anschlüssen an die Autobahnen A3 und A7.

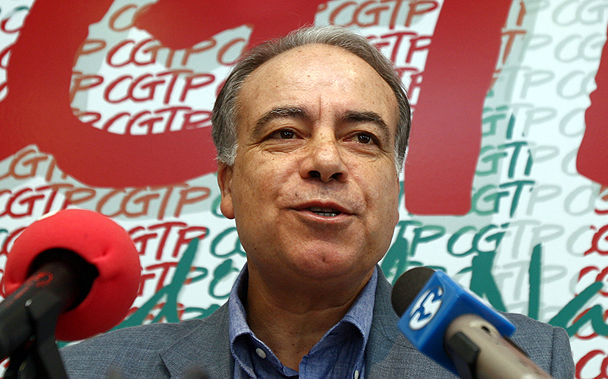
Manuel Carvalho da Silva auf einer Pressekonferenz (2007)

## Söhne und Töchter der Gemeinde
- Manuel Carvalho da Silva (* 1948), Gewerkschafter und Soziologe, 1986–2012 Vorstand der Gewerkschaft CGTP-IN